# Тріодь

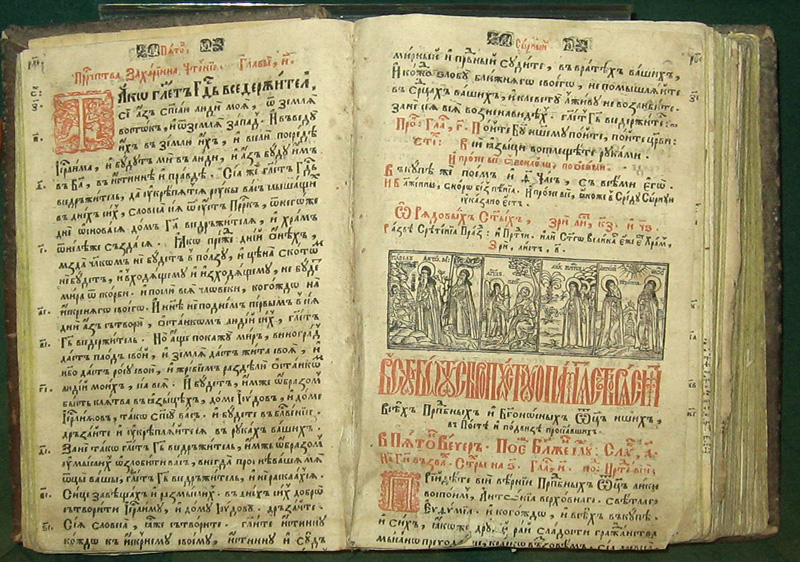
Пісна тріодь київського митрополита Петра Могили

Тріо́дь (грец. Τριῴδιον — трипіснець) — богослужбова книга для перед- і повеликоднього часу церковного календаря.
Є дві Тріоді:
- Пісна тріодь, у якій вміщені пісні переважно покаянного змісту, пристосовані до Великого посту, здебільше у формі трьох пісень;
- Квітна тріодь, що охоплює служби пасхальні з страсним тижнем, Великоднем, Зеленими Святами і з Неділею Усіх Святих.

Обидві Тріоді належать до слов'янських першодруків (Швайпольт Фіоль у Кракові, 1491). Їх часто друковано (у Києві 1627, 1631, 1640 і пізніше у Львові 1642 та інші). Текст українських Тріодій 17 — 10 століть дещо відрізняється від тексту російських.
У 2016 році на державному рівні в Україні відзначався ювілей — 525 років з часу виходу у світ перших друкованих староукраїнською мовою книжок у Кракові Ш. Фіолем («Осьмогласник», «Часословець», «Тріодь цвітна» для церковного вжитку) (1491).